# Октябрський (Біловський округ)
Октя́брський (рос. Октябрский) — селище у складі Біловського округу Кемеровської області, Росія.

## Населення
Населення — 74 особи (2010; 80 у 2002).
Національний склад (станом на 2002 рік):
- росіяни — 90 %